# 海滄区
海滄区（かいそうく）は、中華人民共和国福建省廈門市に位置する市轄区。

## 行政区画
下部に4街道を管轄する。
- 街道
  - 海滄街道、新陽街道、嵩嶼街道、東孚街道

## 交通

### 鉄道
- 廈門軌道交通
  - 2号線

### 道路
- 高速道路
  - 瀋海高速道路
  - 廈蓉高速道路
  - 招銀疎港高速道路
- 国道
  - G319国道
  - G324国道